# Chevrolet Orlando (2018)

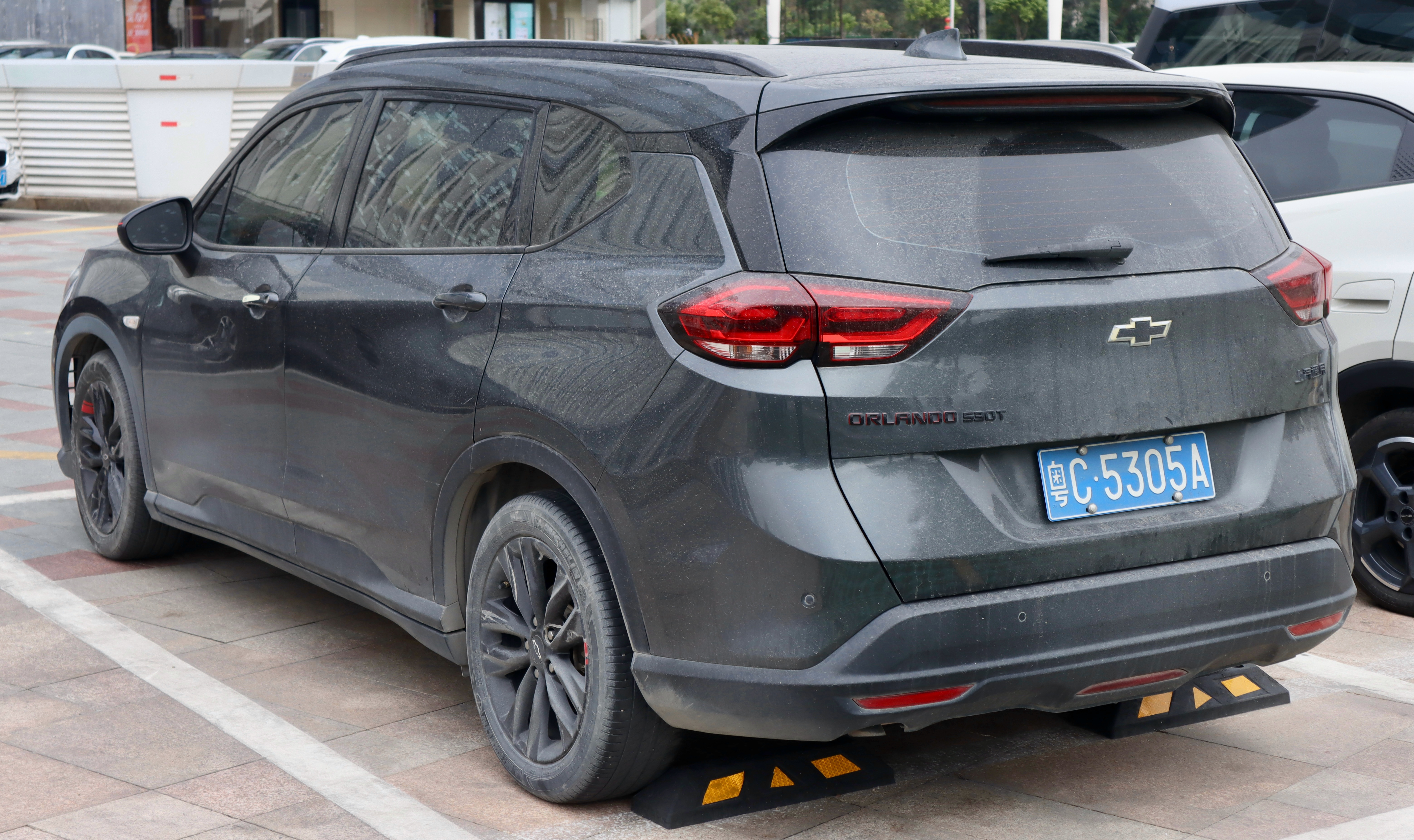
Heckansicht

Der Chevrolet Orlando der zweiten Generation gleicht optisch mehr einem Crossover als einem Van. Er wurde ausschließlich von SAIC General Motors zwischen 2018 und 2023 für den chinesischen Markt gebaut. Auf anderen Märkten wurde der Verkauf des Orlando ersatzlos eingestellt. Das Fahrzeug war als Fünf- oder Siebensitzer verfügbar.

## Modellgeschichte
Das Fahrzeug wurde auf der Chengdu Motor Show Ende August 2018 erstmals öffentlich gezeigt und ging im darauffolgenden Monat in den Verkauf. Es ist eines der ersten Fahrzeug von Chevrolet in China das in der Ausstattungsvariante „Redline“ angeboten wurde. Auf der Auto Shanghai 2017 wurde das Konzeptfahrzeug Chevrolet FNR-X präsentiert an dem sich vor allem bei der Gestaltung der Fahrzeugfront orientiert wurde.

## Technik
Die Basis für das Fahrzeug ist die D2XX-Plattform.

### Antrieb
Angetrieben wird das Fahrzeug von einem turbogeladenen 1,3-Liter-Ottomotor mit einer maximalen Leistung von 120 kW (163 PS). Das maximale Drehmoment des Motors beträgt 230 Nm und die Höchstgeschwindigkeit des Fahrzeugs 190 km/h. Serienmäßig hatte der Orlando ein 6-Gang-Schaltgetriebe, optional war ein 6-Stufen-Automatikgetriebe erhältlich. Ab Juni 2020 war das Fahrzeug mit einem Mildhybridsystem, das mit einer Bordnetzspannung von 48 V betrieben wird, erhältlich. Die Elektromaschine kann den Verbrennungsmotor mit einer Spitzenleistung von 8 kW und einem Drehmoment von maximal 40 Nm unterstützen. Der Energiespeicher im 48-V-System ist eine Lithium-Eisenphosphat-Batterie (LiFePO4).

## Karosserie
Das fünftürige Fahrzeug ist 4684 mm lang, 1627 mm breit, 1807 mm hoch und ist als Fünf- oder Siebensitzer verfügbar. Der Radstand beträgt 2796 mm. Es hat serienmäßig LED-Scheinwerfer und -Rückleuchten. Auch ein Glas-Panoramadach ist erhältlich. Das Gepäckraumvolumen beträgt 109 l wenn die Sitze aller drei Reihen aufgestellt sind, 479 l wenn die dritte Sitzreihe umgelegt ist und 1520 l wenn sowohl die zweite (Lehnenbreitenverhältnis 40:60) als auch die dritte Sitzreihe (Lehnenbreitenverhältnis 50:50) umgelegt sind.

## Technische Daten
|                                            | 530T                       | 530T (1)                   |
| ------------------------------------------ | -------------------------- | -------------------------- |
| Bauzeitraum                                | 2018–2020                  | 2020–2023                  |
| Motorkenndaten                             |                            |                            |
| Motortyp                                   | R3-Ottomotor               | R3-Ottomotor               |
| Motoraufladung                             | Turbolader                 | Turbolader                 |
| Verdichtungsverhältnis                     | 9,5 : 1                    | k. A.                      |
| Hubraum                                    | 1349 cm³                   | 1349 cm³                   |
| max. Leistung bei min−1                    | 120 kW (163 PS) / 5500     | 120 kW (163 PS) / 5500     |
| max. Drehmoment bei min−1                  | 230 Nm / 1800–4400         | 230 Nm / 1800–4400         |
| Kraftübertragung                           |                            |                            |
| Antrieb, serienmäßig                       | Vorderradantrieb           | Vorderradantrieb           |
| Getriebe, serienmäßig                      | 6-Gang-Schaltgetriebe      | 6-Stufen-Automatikgetriebe |
| Getriebe, optional                         | 6-Stufen-Automatikgetriebe | –                          |
| Messwerte                                  |                            |                            |
| Höchstgeschwindigkeit                      | 190 km/h [190 km/h]        | [190 km/h]                 |
| Beschleunigung, 0–100 km/h                 | k. A. [9,7 s]              | [k. A.]                    |
| Kraftstoffverbrauch auf 100 km, kombiniert | 6,3 l Super [6,7 l Super]  | [6,1 l Super]              |
| Leergewicht                                | 1460 kg [1495 kg]          | [1470–1520 kg]             |
| Tankinhalt                                 | 45 l                       | 45 l                       |

Werte in eckigen Klammern gelten für Modelle mit Automatikgetriebe